# Parafia św. Barbary w Łęknicy
Parafia Świętej Barbary w Łęknicy – rzymskokatolicka parafia, położona w dekanacie Łęknica, diecezji zielonogórsko-gorzowskiej, metropolii szczecińsko-kamieńskiej w Polsce, erygowana 29 czerwca 1981.